# Nan Hulsan Hu
Nan Hulsan Hu är en sjö i Kina. Den ligger i provinsen Qinghai, i den nordvästra delen av landet, omkring 530 kilometer väster om provinshuvudstaden Xining. Nan Hulsan Hu ligger 2 683 meter över havet. Trakten runt Nan Hulsan Hu är ofruktbar med lite eller ingen växtlighet. Den sträcker sig 0,5 kilometer i nord-sydlig riktning, och 0,6 kilometer i öst-västlig riktning.
Genomsnittlig årsnederbörd är 592 millimeter. Den regnigaste månaden är juli, med i genomsnitt 195 mm nederbörd, och den torraste är december, med 2 mm nederbörd.